# Episema osseata
Episema osseata là một loài bướm đêm trong họ Noctuidae.